# За твою долю
«За твою долю» (рос. «За твою судьбу») — радянський художній фільм, знятий у 1972 році на  Одеській кіностудії.

## Сюжет
Фільм розповідає про долю радянської дівчинки Тамари Мєднікової (Терези Савченко). Вона була звільнена французами з концтабору Равенсбрюк. Через багато років вона приїжджає з дочкою на свою історичну батьківщину, щоб дізнатися долю своєї сім'ї і вилікувати дочку…

## У ролях
- Олена Козелькова — Тереза Савченко (Тамара Мєднікова)
- Леонід Дьячков — Федір
- Зінаїда Дехтярьова — Тетяна
- Іра Санпітер — Марі-Луїз
- Олександр Горбатов — Федченко
- Володимир Олексієнко — Охрім
- Юрій Горобець — Матвій
- В'ячеслав Жариков — Володя
- Наталія Санько — Вєрка
- Ольга Алексєєва — Катя
- Варвара Каргінова — Шаніят
- Бексолтан Тулатов — Чермен
- Віталій Дорошенко — Юрій Гаврилович
- Неоніла Гнеповська — Дар'я Семенівна
- Петро Кобржицький — поліцай
- Наталія Васаженко — медсестра Наташа
- В епізодах: Петро Аржанов, Аркадій Астахов, Валентина Івашова, Н. Єфімова, Саша Золоєв, Софія Карамаш, Світлана Кондратова, Віра Кулакова, Маргарита Меріно, Н. Неймарк, Галина Нехаєвська, Олексій Преснецов, Ніна Реус, Агафія Болотова (в титрах — Федорінська), В. Шевколович, Наташа Сидорова, Олег Шмирьов, А. Унанов

## Знімальна група
- Автор сценарію: Євген Онопрієнко
- Режисер-постановник: Тимур Золоєв
- Оператор-постановник: Федір Сильченко
- Художник-постановник: Муза Панаєва
- Композитор: Мирослав Скорик
- Звукооператор: Володимир Фролков
- Режисер: Н. Манн
- Оператор: Євген Козинський
- Художник по костюмах: Н. Шевченко
- Художник по гриму: З. Губіна
- Режисер монтажу: Етна Майська
- Редактор: Людмила Донець
- Асистенти режисера: В. Артемчук, А. Піскунов
- Асистенти оператора: В. Гагкаєв, Олександр Чорний
- Консультант: доктор медичних наук І.Г. Герцен
- Оркестр Українського радіо, диригент — Вадим Гнєдаш
- Директор картини: Л. Волчков